# Palacete de Roberto Brito Bezerra de Mello
O Palacete de Roberto Brito Bezerra de Mello é um casarão histórico localizado na cidade do Recife, capital do estado brasileiro de Pernambuco. Abriga atualmente o Consulado-Geral da China com jurisdição sobre o Nordeste do Brasil.

## História
O palacete de número 3139 da Estrada do Arraial, no bairro de Casa Amarela, foi moradia do usineiro Roberto Brito Bezerra de Mello, filho de Othon Lynch Bezerra de Mello.

## Estrutura / Arquitetura
Construído no fim da década de 1940, o palacete foi inspirado na fachada de um casarão do filme Forever Amber (1947). Caracterizado por suas fachadas não possuírem o rebuscamento característico da arquitetura eclética do século XIX.
Possui 1.200 metros quadrados de área construída, com três salas principais, quatro banheiros, dez quartos (apenas um era uma suíte), uma cozinha e um jardim de inverno. Cada cômodo tem em torno de 30 a 40 metros quadrados.